# 아오이 소라
아오이 소라(일본어: 蒼井そら, あおいそら, 1981년 4월 26일~)는 일본의 성인 비디오 여배우, 영화배우, 모델이자, 여성 아이돌 그룹 전 에비스 마스캇츠의 멤버이다. 아오이 소라라는 이름은 예명으로, 일본어로 '파란 하늘(青い空)'과 발음이 같다.
예명의 작명 이유는 데뷔 초 대리인이 좋아하는 것과 색깔에 대한 질문을 했을 때 파란색과 하늘을 좋아한다고 말한 것이라고 한다.
2002년 5월에 《Happy Go Lucky》라는 작품으로 AV(한국어: 성인용 비디오, Adult Video)계에 진출했다. 2005년에는 야후! 재팬과 구글 검색어 순위 10위 안에 들었으며, AV뿐만 아니라, 드라마와 영화 등에서 출연할 정도로 인기를 얻었다.
2018년 1월 1일 오후에 SNS를 통해 결혼을 공식 발표했다. 2018년 12월 12일 자신의 SNS에 "드디어 나에게 천사가 왔다"며 "나는 새 삶을 얻었다"고 임신 소식을 밝혔다.

## 출연작

### 텔레비전
- 2009년 한국어학당
- 2009년 폴링 인 러브 코리아
- 2007년 갈릴레오 - 시노자키 레이코 에피소드 4 역
- 2006년 시모키타 글로리 데이즈 - 이치몬지 노조미 역

### 영화
- 2012년 Akib 과 뜨거운 정사
- 2012년 임신
- 2010년 S와 M 극장판
- 2008년 나미다 츠보
- 2008년 아오이 소라의 맛있는 사랑 - 원안 역
- 2007년 플레이 엔젤스 - 안나 역
- 2006년 혐오스런 마츠코의 일생 - 도입부, 탤런트 제의받는 여고생 역
- 2006년 G컵 탐정 호타루 - 호타루 역
- 2006년 이웃집 그녀의 소리 - 사츠키 역
- 2005년 미친 사랑
- 2004년 스토킹 그리고 섹스 2 - 미사끼 역
- 2004년 아오이 소라의 츠무기 - 츠무기 역
- 2004년 아오이 소라의 치한전차
- 2004년 원조교제 박멸운동 2
- 2004년 에로틱 고스트: 사이렌
- 2004년 Joshua Wijaya 와 정사

## 모델
- 2010년 드라고나 온라인의 홍보모델[4]
- 2001년 그라비아 모델